# Borkou-Ennedi-Tibesti
Borkou-Ennedi-Tibesti (BET) var en af de 18 regioner i Tchad. Regionens hovedby var Faya-Largeau. Regionen bestod af det som tidligere var præfekturet Borkou-Ennedi-Tibesti. I februar 2008 blev regionen delt i tre regioner; Borkou, Ennedi og Tibesti. 

## Demografi
Regionen havde en befolkning på 70.603 indbyggere i 1993, hvoraf 59 479 var fastboende og 11.124 nomader. De vigtigste etnisk-sproglige grupper er dazaere (55,96 %), tedaere (22,63 %), zaghawaere (10,17 %) og arabere (2,57 %).
17°55′00″N 19°07′00″Ø / 17.9167°N 19.1167°Ø